# Digestor da madeira
Digestor de madeira é um dos equipamentos utilizados para a transformação da madeira em pasta celulósica, matéria prima para a fabricação de papel.
Os digestores podem ser vistos como grandes fornos de cozimento onde a madeira picada, cavacos, é misturada ao licor branco e aquecida a aproximadamente 170*C.
Os disgestores podem operar de forma contínua ou intermitente(batelada), com ou sem circulação de licor, o aquecimento pode ser de forma direta (injeção de vapor no digestor) ou indireta (através de trocadores de calor).
Quanto à sua construção podem ser de ferro, de aço ou de aço inoxidavél, cilindricos ou esféricos, horizontais, verticais ou inclinados, podem ser estácionários ou rotativos.